# Síndrome ovotesticular
A síndrome ovotesticular, também chamada de diferença do desenvolvimento sexual (DDS) ou variação das características sexuais (VCS) ovário-testicular (OT), é uma condição intersexo na qual um indivíduo nasce com ambos os tecidos ovariano e testicular. Geralmente uma ou ambas as gônadas são ovotestis contendo os ambos tipos de tecido. Os distúrbios ovotesticulares são uma família de variações que incluem o hermafroditismo verdadeiro.
A condição também é chamada de ambiguidade genital ou gonadal, genitália ambígua ou genital ambíguo, bigonadal e ambigonadal por alguns cientistas, de forma a desvinculá-la da palavra hermafrodita, que é muitas vezes usada de forma pejorativa.
Embora parecido, em alguns aspectos, com a disgenesia gonadal mista, as condições podem ser distinguidas histologicamente.

## Apresentação
A genitália externa é muitas vezes ambígua, o grau depende principalmente da quantidade de testosterona produzida pelo tecido testicular entre 8 e 16 semanas de gestação.

## Causas
Existem várias maneiras pelas quais isso pode ocorrer.
- Pode ser causada pela divisão de um óvulo, seguida pela fertilização de cada óvulo haplóide e fusão dos dois zigotos no início do desenvolvimento.
- Como alternativa, um óvulo pode ser fertilizado por dois espermatozóides, seguido de resgate trissômico em uma ou mais células filhas.
- Dois óvulos fertilizados por duas células espermáticas ocasionalmente se fundem para formar uma quimera tetragamética. Se um zigoto masculino (espermatogênico) e um zigoto feminino (oogênico) se fundirem.
- Pode estar associado a uma mutação no gene SRY.[15]

### Cariótipos
Os cariótipos encontrados incluem 46XX/46XY, ou 46XX/47XXY ou XX & XY com mutações SRY, anomalias cromossômicas mistas ou distúrbios de deficiência/excesso de hormônios, 47XXY e vários graus de mosaicismo desses e de vários outros. Os três cariótipos primários para hermafroditismo verdadeiro são XX com anomalias genéticas (55-70% dos casos), XX/XY (20-30% dos casos) e XY (5-15% dos casos), sendo o restante uma variedade de outras anomalias cromossômicas e mosaicismos.

## Prevalência
Apenas 500 casos foram relatados na literatura médica. A frequência estimada de ovotestes é de um em 83.000 nascimentos (0,0012%).

## Fertilidade
Existem casos extremamente raros de fertilidade em humanos "verdadeiramente hermafrodíticos". Esses indivíduos geralmente têm tecido ovariano funcional, mas testículos subdesenvolvidos que são incapazes de se envolver na espermatogênese. Como resultado, esses indivíduos são férteis, mas não autoférteis.
Há evidências de que 50% dos indivíduos com ovotestis/ovotestículos podem passar pela ovulação, mas a espermatogênese é rara.
Há um cenário hipotético, no entanto, no qual seria possível que um humano se fertilizasse. Se uma quimera humana é formada a partir de um zigoto masculino e feminino que se funde em um único embrião, fornecendo um tecido gonadal funcional individual de ambos os tipos, tal autofertilização é possível. De fato, sabe-se que ocorre em espécies não humanas onde animais hermafroditas são comuns, incluindo alguns mamíferos. No entanto, nenhum caso de auto-fertilização funcional foi documentado em humanos.
A partir de 2010, houve pelo menos 11 casos relatados de fertilidade em humanos hermafroditas verdadeiros na literatura científica, com um caso de uma pessoa com mosaico predominantemente XY (96%) dando à luz.

## Etimologia
O termo deriva do latim hermaphroditus (em grego clássico: ἑρμαφρόδιτος; romaniz.: hermaphroditos), que deriva de Hermafrodito (Ἑρμαϕρόδιτος), filho de Hermes e Afrodite na mitologia grega. Segundo Ovídio, ele se fundiu com a ninfa Salmacis, resultando em um indivíduo possuindo características físicas de ambos os sexos; de acordo com o Diodoro Siculo anterior, ele nasceu com um corpo físico combinando ambos os sexos. A palavra hermaphrodite entrou no léxico inglês no final do século XIV.